# (35608) 1998 HX127
1998 HX127 (asteroide 35608) é um asteroide da cintura principal. Possui uma excentricidade de 0.13943840 e uma inclinação de 4.70830º.
Este asteroide foi descoberto no dia 18 de abril de 1998 por LINEAR em Socorro.